# Queen of Housewives
Queen of Housewives (hangul: 내조의 여왕; hanja: 內助의 女王; rr: Naejoui Yeowang; MR: Naejoŭi Yŏwang; também conhecida como My Wife Is a Superwoman) é uma série de televisão sul-coreana de comédia romântica de 2009, estrelada por Kim Nam-joo, Oh Ji-ho, Yoon Sang-hyun, Lee Hye-young, Choi Cheol-ho e Sunwoo Sun. Ela retrata a vida das “naejo”, donas de casa que dedicam a vida inteira ao sucesso dos maridos, mas com um toque mais cômico e agressivo. Foi ao ar na MBC de 16 de março a 19 de maio de 2009, às segundas e terças-feiras às 21h55, totalizando 20 episódios.
O drama foi um sucesso e liderou a audiência durante sua exibição, criando novas tendências entre as mulheres casadas em termos de moda e maquiagem. A atriz Kim Nam-joo recebeu vários elogios por seu retorno após um hiato de 8 anos, e a série também serviu como uma divulgação para o ator Yoon Sang-hyun.

## Sinopse
Chun Ji-ae (Kim Nam-joo) tinha tudo no ensino médio. Bonita e popular, ela era a abelha rainha da escola, enquanto a estranha Yang Bong-soon (Lee Hye-young) era exatamente o oposto. As duas inicialmente eram amigas, até que Ji-ae roubou a paixão de Bong-soon, Han Joon-hyuk (Choi Cheol-ho). Indo para a vida de casados e de meia-idade, seus papéis se inverteram. Ji-ae luta com as tarefas domésticas porque se casou com Ohn Dal-soo (Oh Ji-ho), um graduado universitário, antes promissor, mas que se tornou desempregado, enquanto Joon-hyuk, com quem Bong-soon se casou depois que Ji-ae a largou, agora é um executivo de sucesso.
Dal-soo finalmente consegue um bom emprego na empresa Queen's Food, onde Joon-hyuk é seu patrão. Joon-hyuk ainda tem nutre um amor por Ji-ae e faz questão de lançar vários desafios no estágio de Dal-soo. Enquanto isso, determinada a ajudar seu marido inteligente, mas sem noção, a subir na hierarquia corporativa, Ji-ae se junta a um clube de esposas para apoiá-lo. O poder e influência das esposas são diretamente correlativos às posições de seus maridos na empresa (ou seja, quanto mais alto o cargo do marido, mais alto a posição da esposa), e Ji-ae deixa de lado seu orgulho para obter favores e disputar uma posição mais privilegiada. Ela começa a prosperar no círculo, mas é constantemente frustrada por sua ex-melhor amiga, Bong-soon.
Em seguida, Dal-soo encontra sua amiga de faculdade Eun So-hyun (Sunwoo Sun), esposa de Heo Tae-joon (Yoon Sang-hyun), o atual presidente da Queen's Food. Imersa em um casamento sem amor, So-hyun quer ser aproximar de Dal-soo, enquanto o indolente Tae-joon gradualmente se sente atraído por Ji-ae. Os três casais interagem em uma mistura confusa de romance, amizade e política no local de trabalho.

## Elenco

### Principal
- Kim Nam-joo como Chun Ji-ae
- Oh Ji-ho como Ohn Dal-soo
- Lee Hye-young como Yang Bong-soon
- Yoon Sang-hyun como Heo Tae-joon
- Choi Cheol-ho como Han Joon-hyuk
- Sunwoo Sun como Eun So-hyun
- Kim Chang-wan como Kim Hong Shik
- Na Young-hee como Jang Young-sook

### De apoio

#### Colegas de escola de Ji-ae e Bong-soon
- Park Joo-hee como Go Mi-young
- Lee Seung-ah como Kim Young-sun
- Jung Soo-young como Ji Hwa-ja
- Kim Do-yeon como Ahn Jung-sook

#### Maridos e esposas da Queen's Food
- Kim Yong-hee como Ha-chang
- Choi Ye-jin como Hwang-sook (esposa de Ha-chang)
- Kim Jung-hak como Yang, chefe de departamento
- Hwang Hyo-eun como Lee Seul (esposa do chefe Yang)
- Hwang Jae-hee como Gong Young-min (sobrinho do gerente de RH)
- Joo Min-ha como Jung Go-woon (esposa de Young-min, assistente de galeria de arte)
- Lee Mae-ri como Jung-ran

#### Estendido
- Kang Soo-han como Han Hyuk-chan (filho de Bong-soon e Joon-hyuk)
- Kim Sung-kyum como Presidente Heo (pai de Tae-joon)
- Yu Ji-in como mãe de Tae-joon
- Kim Young-ran como mãe de Ji-ae
- Baek Seung-hee como Hyang-suk
- Kim Ik-tae como joalheiro
- Min Joon-hyun como colega de trabalho de Ohn Dal-soo
- Lee Seung Ho
- Kim Seung-woo como policial (participação especial, ep 3)
- Shindong como namorado na sauna (participação especial, ep 11)
- Kim Shin-young como namorada na sauna (participação especial, ep 11)
- Kim Sung-min como amigo de Tae-joon (participação especial, ep 16)
- Jun Jin como um candidato a emprego (participação especial, ep 20)
- Yoo Jae-suk como um candidato a emprego (participação especial, ep 20)
- Park Myung-soo como um candidato a emprego (participação especial, ep 20)
- Jung Hyung-don como um candidato a emprego (participação especial, ep 20)

## Audiência
| Data       | Episódio | Nacional    | Seul        |
| ---------- | -------- | ----------- | ----------- |
| 2009-03-16 | 1        | 8.0%        | 8.7%        |
| 2009-03-17 | 2        | 10.3% (13º) | 10.7% (13º) |
| 2009-03-23 | 3        | 9.6% (15º)  | 10.1% (15º) |
| 2009-03-24 | 4        | 11.2% (12º) | 11.8% (12º) |
| 2009-03-30 | 5        | 11.5% (11º) | 11.8% (12º) |
| 2009-03-31 | 6        | 12.0% (10º) | 11.6% (10º) |
| 2009-04-06 | 7        | 20.0% (2º)  | 20.7% (2º)  |
| 2008-04-07 | 8        | 21.3% (2º)  | 22.0% (2º)  |
| 2009-04-13 | 9        | 21.6% (2º)  | 22.2% (2º)  |
| 2009-04-14 | 10       | 24.1% (2º)  | 25.6% (2º)  |
| 2009-04-20 | 11       | 24.2% (2º)  | 24.9% (2º)  |
| 2009-04-21 | 12       | 24.4% (2º)  | 25.6% (2º)  |
| 2009-04-27 | 13       | 25.2% (2º)  | 26.5% (2º)  |
| 2009-04-28 | 14       | 27.4% (2º)  | 29.3% (2º)  |
| 2009-05-04 | 15       | 26.6% (1º)  | 28.4% (1º)  |
| 2009-05-05 | 16       | 29.2% (1º)  | 31.1% (1º)  |
| 2009-05-11 | 17       | 30.4% (1º)  | 32.2% (1º)  |
| 2009-05-12 | 18       | 30.0% (1º)  | 31.8% (1º)  |
| 2009-05-18 | 19       | 29.9% (1º)  | 31.7% (1º)  |
| 2009-05-19 | 20       | 31.7% (1º)  | 33.7% (1º)  |
| Média      | Média    | 21.4%       | 22.5%       |

Fonte: TNS Media Korea

## Prêmios e indicações
| Ano  | Cerimônia                                 | Categoria                        | Indicado(s)         | Resultado | Ref.              |
| ---- | ----------------------------------------- | -------------------------------- | ------------------- | --------- | ----------------- |
| 2009 | Ministério da Cultura, Esportes e Turismo | Atriz do Ano                     | Kim Nam-joo         | Venceu    | [ 5 ]             |
| 2009 | MBC Drama Awards                          | Prêmio de Alta Excelência, Ator  | Yoon Sang-hyun      | Venceu    | [ 6 ] [ 7 ] [ 8 ] |
| 2009 | MBC Drama Awards                          | Prêmio de Alta Excelência, Atriz | Kim Nam-joo         | Venceu    | [ 6 ] [ 7 ] [ 8 ] |
| 2009 | MBC Drama Awards                          | Prêmio de Excelência, Ator       | Choi Cheol-ho       | Venceu    | [ 6 ] [ 7 ] [ 8 ] |
| 2009 | MBC Drama Awards                          | Prêmio de Excelência, Atriz      | Lee Hye-young       | Venceu    | [ 6 ] [ 7 ] [ 8 ] |
| 2009 | MBC Drama Awards                          | Prêmio de Atuação de Ouro, Ator  | Kim Chang-wan       | Venceu    | [ 6 ] [ 7 ] [ 8 ] |
| 2009 | MBC Drama Awards                          | Prêmio de Atuação de Ouro, Ariz  | Na Young-hee        | Venceu    | [ 6 ] [ 7 ] [ 8 ] |
| 2009 | MBC Drama Awards                          | Melhor Atriz Revelação           | Sunwoo Sun          | Indicado  | [ 6 ] [ 7 ] [ 8 ] |
| 2009 | MBC Drama Awards                          | Melhor Roteirista                | Park Ji-eun         | Venceu    | [ 6 ] [ 7 ] [ 8 ] |
| 2010 | Baeksang Arts Awards                      | Melhor Drama                     | Queen of Housewives | Indicado  | [ 9 ] [ 10 ]      |
| 2010 | Baeksang Arts Awards                      | Melhor Diretor                   | Go Dong-sun         | Venceu    | [ 9 ] [ 10 ]      |
| 2010 | Baeksang Arts Awards                      | Melhor Ator                      | Yoon Sang-hyun      | Indicado  | [ 9 ] [ 10 ]      |
| 2010 | Baeksang Arts Awards                      | Melhor Atriz                     | Kim Nam-joo         | Venceu    | [ 9 ] [ 10 ]      |
| 2010 | Baeksang Arts Awards                      | Melhor Roteiro                   | Park Ji-eun         | Indicado  | [ 9 ] [ 10 ]      |
| 2010 | CETV Awards                               | Grande Prêmio                    | Kim Nam-joo         | Venceu    | [ 11 ] [ 12 ]     |
| 2010 | CETV Awards                               | Top 10 Estrelas Asiáticas        | Kim Nam-joo         | Venceu    | [ 11 ] [ 12 ]     |